# Euroligue de basket-ball 2006-2007
Navigation
Édition précédente Édition suivante
L’Euroligue 2006-2007 est la 50e édition de l’Euroligue masculine, compétition qui rassemble les meilleurs clubs de basket-ball du continent européen.
L’édition 2006-2007 met aux prises 24 équipes. Lors du premier tour, ces vingt-quatre équipes sont réparties en trois groupes de huit. Les cinq premiers de chaque groupe ainsi que le meilleur sixième sont qualifiés pour le Top 16.

## Équipes participantes et groupes
| Groupe A Tau Vitoria Olympiakós Le Pirée EP İstanbul Climanio Bologne Sopot MBK Dynamo Moscou Le Mans Sarthe Basket RheinEnergie Cologne | Groupe B Maccabi Tel-Aviv Panathinaïkós Athènes Unicaja Málaga Cibona Zagreb Ljubljana Partizan Belgrade Lottomatica Rome DKV Joventut | Groupe C CSKA Moscou FC Barcelone Benetton Trévise Fenerbahçe Ülkerspor Žalgiris Kaunas Pau-Orthez AEK Athènes Eldo Basket Napoli |

## Déroulement

### 1ertour

#### Groupe A
| - 1re journée les 25 et 26 octobre 2006 Olympiakos - Vitoria : 97-78 Efen Pilsen İstanbul - Sopot : 71-67 Le Mans - Fortitudo Bologne : 82-71 Dynamo Moscou - Cologne : 75-68 - 2e journée les 1er et 2 novembre 2006 Vitoria - Dynamo Moscou : 77-61 Fortitudo Bologne - Olympiakos : 86-93 Cologne - Efen Pilsen İstanbul : 68-82 Sopot - Le Mans : 69-67 - 3ejournée les 8 et 9 novembre 2006 Efen Pilsen İstanbul - Le Mans 53-64 Olympiakos - Sopot 97-74 Dynamo Moscou - Fortitudo Bologne 78-73 Cologne - Vitoria 70-102 - 4e journée les 15 et 16 novembre 2006 Vitoria - Efen Pilsen İstanbul : 68-65 Fortitudo Bologne - Cologne : 86-90 Sopot - Dynamo Moscou : 60-49 Le Mans - Olympiakos : 81-88 - 5e journée les 22 et 23 novembre 2006 Efen Pilsen İstanbul - Olympiakos : 95-77 Dynamo Moscou - Le Mans : 74-57 Cologne - Sopot Vitoria - Fortitudo Bologne : 90-80 - 6e journée les 29 et 30 novembre 2006 Efen Pilsen İstanbul - Fortitudo Bologne : 72-74 Sopot - Vitoria : 70-75 Cologne - Le Mans : 73-79 Olympiakos - Dynamo Moscou : 86-73 - 7e journée les 6 et 7 décembre 2006 Dynamo Moscou - Efen Pilsen İstanbul : 90-83 Cologne - Olympiakos : 81-88 Le Mans - Vitoria : 76-79 Fortitudo Bologne - Sopot : 77-91 |  | - 8e journée les 13 et 14 décembre 2006 Sopot - Efen Pilsen İstanbul : 74-81 Fortitudo Bologne - Le Mans : 83-71 Vitoria - Olympiakos : 89-74 Cologne - Dynamo Moscou : 82-96 - 9e journée les 20 et 21 décembre 2006 Efen Pilsen İstanbul - Cologne : 91-76 Dynamo Moscou - Vitoria : 78-82 Olympiakos - Fortitudo Bologne : 94-67 Le Mans - Sopot : 73-84 - 10e journée les 3 et 4 janvier 2007 Le Mans - Efen Pilsen İstanbul : 67-71 Sopot - Olympiakos : 64-73 Fortitudo Bologne - Dynamo Moscou : 80-101 Vitoria - Cologne : 97-68 - 11e journée 10/01/2007 Efen Pilsen İstanbul - Vitoria : 78-84 Cologne - Fortitudo Bologne : 78-90 Dynamo Moscou - Sopot : 95-74 Olympiakos - Le Mans : 80-76 - 12e journée 17/01/2007 Olympiakos - Efen Pilsen İstanbul : 72-91 Le Mans - Dynamo Moscou : 69-70 Sopot - Cologne : 72-60 Fortitudo Bologne - Vitoria : 90-82 - 13e journée (Match retour) Fortitudo Bologne - Efen Pilsen İstanbul : 74-76 Vitoria - Sopot : 76-64 Le Mans - Cologne : 69-60 Dynamo Moscou - Olympiakos : 84-60 - 14e journée (Match retour) 31/01/2007 Efen Pilsen İstanbul - Dynamo Moscou : 72-76 Olympiakos - Cologne : 77-73 Vitoria - Le Mans : 86-54 Sopot - Fortitudo Bologne : 78-84 |

| Rang | Equipe               | Pts | J  | V  | D  | Bp   | Bc   | Diff |
| ---- | -------------------- | --- | -- | -- | -- | ---- | ---- | ---- |
| 1    | Tau Vitoria          | 26  | 14 | 12 | 2  | 1165 | 1025 | 140  |
| 3    | MBK Dynamo Moscou    | 24  | 14 | 10 | 4  | 1100 | 1032 | 64   |
| 3    | Olympiakós           | 24  | 14 | 9  | 4  | 1165 | 1112 | 53   |
| 4    | EP İstanbul          | 22  | 14 | 8  | 6  | 1081 | 1031 | 50   |
| 5    | Sopot                | 19  | 14 | 5  | 9  | 1021 | 1063 | -42  |
| 6    | Climanio Bologne     | 19  | 14 | 5  | 9  | 1115 | 1176 | -61  |
| 7    | Le Mans              | 18  | 14 | 4  | 10 | 985  | 1041 | -56  |
| 8    | RheinEnergie Cologne | 15  | 14 | 2  | 12 | 1032 | 1184 | -152 |

#### Groupe B
| - 1re journée les 24, 25 et 26 octobre 2006 Badalone - Panathinaïkos : 79-82 Rome - Partizan Belgrade : 65-60 Maccabi Tel-Aviv - Unicaja Malaga : 106-101 a.p. Cibona Zagreb - Olimpija Ljubljana : 77-61 - 2e journée les 1er et 2 novembre 2006 Olimpija Ljubljana - Rome : 83-72 Panathinaïkos - Cibona Zagreb : 86-69 Unicaja Malaga - Badalone : 66-68 Partizan Belgrade - Maccabi Tel-Aviv : 103-91 - 3e journée les 8 et 9 novembre 2006 Maccabi Tel-Aviv - Rome -78-65 Badalone - Partizan Belgrade 82-51 Cibona Zagreb - Unicaja Malaga 87-83 Olimpija Ljubljana - Panathinaïkos 65-86 - 4e journée les 15 et 16 novembre 2006 Panathinaïkos - Rome : 87-71 Unicaja Malaga - Olimpija Ljubljana : 62-55 Partizan Belgrade - Cibona Zagreb : 101-92 Maccabi Tel-Aviv - Badalone : 92-75 - 5e journée les 22 et 23 novembre 2006 Rome - Badalone : 71-69 Cibona Zagreb - Maccabi Tel-Aviv : 87-82 Olimpija Ljubljana - Partizan Belgrade : 70-71 Panathinaïkos - Unicaja Malaga : 87-72 - 6e journée les 29 et 30 novembre 2006 Rome - Unicaja Malaga : 65-71 Partizan Belgrade - Panathinaïkos : 65-73 Maccabi Tel-Aviv - Olimpija Ljubljana 110-87 Badalone - Cibona Zagreb 83-53 - 7e journée les 6 et 7 décembre 2006 Cibona Zagreb - Rome : 91-84 Olimpija Ljubljana - Badalone : 67-69 Panathinaïkos - Maccabi Tel-Aviv : 90-88 Unicaja Malaga - Partizan Belgrade : 66-58 |  | - 8e journée les 13 et 14 décembre 2006 Partizan Belgrade - Rome : 73-63 Unicaja Malaga - Maccabi Tel-Aviv : 67-83 Panathinaïkos - Badalone : 83-73 Olimpija Ljubljana - Cibona Zagreb : 92-88 - 9e journée les 20 et 21 décembre 2006 Rome - Olimpija Ljubljana : 84-74 Cibona Zagreb - Panathinaïkos : 75-78 Badalone - Unicaja Malaga : 105-52 Maccabi Tel-Aviv - Partizan Belgrade :85-83 - 10e journée les 3 et 4 janvier 2007 Rome - Maccabi Tel-Aviv : 88-81 Partizan Belgrade - Badalone : 74-83 Unicaja Malaga - Cibona Zagreb : 73-67 Panathinaïkos - Olimpija Ljubljana : 83-74 - 11e journée (Match retour) Rome - Panathinaïkos : 69-79 Olimpija Ljubljana - Unicaja Malaga : 87-59 Cibona Zagreb - Partizan Belgrade : 89-72 Badalone - Maccabi Tel-Aviv : 98-92 - 12e journée (Match retour) Badalone - Rome : 72-83 Maccabi Tel-Aviv - Cibona Zagreb : 91-83 Partizan Belgrade - Olimpija Ljubljana : 106-60 Unicaja Malaga - Panathinaïkos : 67-61 - 13e journée (Match retour) Unicaja Malaga - Rome : 68-66 Panathinaïkos - Partizan Belgrade : 80-93 Olimpija Ljubljana - Maccabi Tel-Aviv : 77-74 Cibona Zagreb - Badalone : 77-74 - 14e journée (Match retour) 31/01/2007 Rome - Cibona Zagreb : 81-58 Badalone - Olimpija Ljubljana : 82-86 Maccabi Tel-Aviv - Panathinaïkos : 76-73 Partizan Belgrade - Unicaja Malaga : 90-94 |

| Rang | Equipe                 | Pts | J  | V  | D | Bp   | Bc   | Diff |
| ---- | ---------------------- | --- | -- | -- | - | ---- | ---- | ---- |
| 1    | Panathinaïkos          | 25  | 14 | 11 | 3 | 1128 | 1036 | 92   |
| 3    | Maccabi Tel-Aviv       | 22  | 14 | 8  | 6 | 1230 | 1177 | 53   |
| 2    | DKV Joventut           | 21  | 14 | 7  | 7 | 1112 | 1049 | 63   |
| 4    | Unicaja Malaga         | 21  | 14 | 7  | 7 | 1001 | 1085 | -84  |
| 5    | Lottomatica Rome (+11) | 20  | 14 | 6  | 8 | 1027 | 1044 | -17  |
| 6    | Partizan Belgrade (-3) | 20  | 14 | 6  | 8 | 1100 | 1093 | 7    |
| 7    | Cibona Zagreb (-8)     | 20  | 14 | 6  | 8 | 1113 | 1141 | -28  |
| 8    | Ljubljana              | 19  | 14 | 5  | 9 | 1038 | 1124 | -86  |

#### Groupe C
| - 1re journée les 25 et 26 octobre 2006 Naples - CSKA Moscou 64-74 Salonique - Fenerbahçe Ülkerspor 66-58 Pau-Orthez - Barcelone 66-72 Trévise - Kaunas 95-82 - 2e journée les 1er et 2 novembre 2006 Fenerbahçe Ülkerspor- Pau-Orthez 66-68 CSKA Moscou - Salonique 83-68 Kaunas - Naples 83-65 Barcelone - Trévise 82-69 - 3e journée les 8 et 9 novembre 2006 Naples - Salonique 71-69 Pau-Orthez - CSKA Moscou 73-67 Trévise - Fenerbahçe Ülkerspor 93-83 Kaunas - Barcelone 86-92 - 4e journée les 15 et 16 novembre 2006 Barcelone - Naples : 91-71 Fenerbahçe Ülkerspor - Kaunas : 84-75 CSKA Moscou - Trévise : 83-67 Salonique - Pau-Orthez : 74-72 - 5e journée les 22 et 23 novembre 2006 Naples - Pau-Orthez : 84-96 a.p. Trévise - Salonique : 64-42 Kaunas - CSKA Moscou : 59-78 Barcelone - Fenerbahçe Ülkerspor : 84-70 - 6e journée les 29 et 30 novembre 2006 Naples - Fenerbahçe Ülkerspor : 78-83 ap CSKA Moscou - Barcelone : 76-57 Salonique - Kaunas : 73-66 Pau-Orthez - Trévise : 73-86 - 7e journée les 6 et 7 décembre 2006 Trévise - Naples : 64-70 Kaunas - Pau-Orthez : 106-110 a-p a-p Barcelone - Salonique : 86-83 Fenerbahce - CSKA Moscou : 64-74 |  | - 8e journée les 13 et 14 décembre 2006 CSKA Moscou - Naples : 82-72 Fenerbahce - Salonique : 80-86 Barcelone - Pau-Orthez : 93-75 Kaunas - Trévise : 76-86 - 9e journée les 20 et 21 décembre 2006 Naples - Kaunas : 92-87 Trévise - Barcelone : 68-67 Pau-Orthez - Fenerbahçe : 89-67 Salonique - CSKA Moscou : 62-65 - 10e journée les 3 et 4 janvier 2007 Salonique - Naples : 80-72 CSKA Moscou - Pau-Orthez : 78-58 Fenerbahçe - Trévise : 70-58 Barcelone - Kaunas : 84-67 - 11e journée (Match retour) Naples - Barcelone : 66-64 Kaunas - Fenerbahçe Ülkerspor : 70-83 Trévise - CSKA Moscou : 60-68 Pau-Orthez - Salonique : 77-62 - 12e journée (Match retour) Pau-Orthez - Naples : 68-72 Salonique - Trévise : 65-60 CSKA Moscou - Kaunas : 88-72 Fenerbahçe Ülkerspor - Barcelone : 82-69 - 13e journée (Match retour) Fenerbahçe Ülkerspor - Naples : 88-93 Barcelone - CSKA Moscou : 70-78 Kaunas - Salonique : 77-66 Trévise - Pau-Orthez : 87-66 - 14e journée (Match retour) 31/01/2007 Naples - Trévise : 62-64 Pau-Orthez - Kaunas : 68-56 Salonique - Barcelone : 75-82 CSKA Moscou - Fenerbahçe Ülkerspor : 85-66 |

| Rang | Equipe               | Pts | J  | V  | D  | Bp   | Bc   | Diff |
| ---- | -------------------- | --- | -- | -- | -- | ---- | ---- | ---- |
| 1    | CSKA Moscou          | 27  | 14 | 13 | 1  | 1079 | 912  | 167  |
| 2    | FC Barcelone         | 23  | 14 | 9  | 5  | 1093 | 1032 | 61   |
| 3    | Benetton Trévise     | 22  | 14 | 8  | 6  | 1021 | 989  | 32   |
| 4    | Pau-Orthez           | 21  | 14 | 7  | 7  | 1059 | 1070 | -11  |
| 5    | AEK Athènes          | 20  | 14 | 6  | 8  | 971  | 1013 | -42  |
| 6    | Eldo Basket Napoli   | 20  | 14 | 6  | 8  | 1032 | 1093 | -61  |
| 7    | Fenerbahçe Ülkerspor | 19  | 14 | 5  | 9  | 1044 | 1088 | -44  |
| 8    | Žalgiris Kaunas      | 16  | 14 | 2  | 12 | 1062 | 1164 | -102 |

#### Statistiques
Statistiques à l'issue de ce premier tour
- évaluation :  Nikola Vujčić : 23,6
- meilleur marqueur :  Juan Carlos Navarro : 18
- meilleur rebondeur :  Tanoka Beard : 9,86
- meilleur passeur :  Theódoros Papaloukás : 5,7
- meilleur intercepteur :  Ricard Rubio : 3,4
- meilleur contreur :  Marcus Haislip : 1,9

### Top 16
Le tirage au sort a été effectué le 5 février à 13h à Barcelone, selon les règles de l'Euroligue.
Les équipes était placées dans 4 chapeaux comme ceci :
- Chapeau 1 : Les vainqueurs de poule, plus le meilleur second :
  - Tau Vitoria, CSKA Moscou, Panathinaïkós AO et MBK Dynamo Moscou
- Chapeau 2 : Les autres deuxièmes et les deux meilleurs troisièmes :
  - Maccabi Tel Aviv, Olympiakós, FC Barcelone et Benetton Trévise
- Chapeau 3 : Le moins bon troisièmes et les quatrièmes :
  - Pau-Orthez, DKV Joventut, Efes Pilsen İstanbul et Unicaja Málaga
- Chapeau 4 : Les cinquièmes et le meilleur sixième :
  - Lottomatica Roma, Aris Salonique, Sopot et KK Partizan

Les groupes ont donc été constitués en prenant une équipe dans chaque chapeau, en respectant néanmoins les règles suivantes :
1. Pas plus de 2 équipes qui était dans le même groupe de la première phases ne pouvaient l'être dans le Top 16.
2. Pas plus de 2 équipes du même pays ne pouvaient se retrouver dans le même groupe.
3. La première des deux conditions ci-dessus prévaut en cas de conflit entre les deux.

Un autre tirage au sort à ensuite eu lieu pour désigner l'ordre des rencontres. Au cas où deux équipes évoluent dans la même ville, un seul match par semaine pouvait s'y dérouler.
|  | Les deux premières équipes sont qualifiées pour les 1/4 de finale |
|  | Les deux dernières sont éliminées                                 |

#### Groupe D
|    | Équipe           | J | G | P | PP  | PC  | Diff |
| -- | ---------------- | - | - | - | --- | --- | ---- |
| 1. | Tau Vitoria      | 6 | 6 | 0 | 541 | 433 | +108 |
| 2. | Maccabi Tel Aviv | 6 | 4 | 2 | 463 | 478 | −15  |
| 3. | Lottomatica Roma | 6 | 1 | 5 | 416 | 468 | −52  |
| 4. | Pau-Orthez       | 6 | 1 | 5 | 470 | 511 | −41  |

| - 1er journée, 14 février et 15 février Rome - Pau-Orthez : 78-68 Maccabi Tel-Aviv - Vitoria : 68-79 - 2e journée, 22 février Pau-Orthez - Vitoria : 89-99 Rome - Maccabi Tel-Aviv : 69-71 - 3e journée, 28 février et 1er mars Vitoria - Rome : 99-56 Maccabi Tel-Aviv - Pau-Orthez : 74-70 |  | - 4e journée, 7 mars Pau-Orthez - Rome : 74-69 Vitoria - Maccabi Tel-Aviv : 94-73 - 5e journée, 14 mars et 15 mars Pau-Orthez - Maccabi Tel-Aviv : 94-98 Rome - Vitoria : 72-77 - 6e journée, 22 mars Vitoria - Pau-Orthez : 93-74 Maccabi Tel-Aviv - Rome : 79-72 |

#### Groupe E
|    | Équipe       | J | G | P | PP  | PC  | Diff |
| -- | ------------ | - | - | - | --- | --- | ---- |
| 1. | CSKA Moscou  | 6 | 6 | 0 | 475 | 376 | +99  |
| 2. | Olympiakós   | 6 | 3 | 3 | 451 | 450 | +1   |
| 3. | KK Partizan  | 6 | 2 | 4 | 432 | 474 | −42  |
| 4. | DKV Joventut | 6 | 1 | 5 | 407 | 465 | −58  |

| - 1er journée, 14 février et 15 février CSKA Moscou - Badalone : 81-69 Belgrade - Olympiakos : 84-92 - 2e journée, 21 février et 22 février CSKA Moscou - Belgrade : 67-44 Badalone - Olympiakos : 58-56 - 3e journée, 1er mars Olympiakos - CSKA Moscou : 64-85 Belgrade - Badalone : 85-70 |  | - 4e journée, 7 mars Olympiakos - Belgrade : 79-75 Badalone - CSKA Moscou : 65-73 - 5e journée, 14 mars et 15 mars CSKA Moscou - Olympiakos : 83-79 Badalone - Belgrade : 80-89 - 6e journée, 22 mars Olympiakos - Badalone : 81-65 Belgrade - CSKA Moscou : 55-86 |

#### Groupe F
|    | Équipe               | J | G | P | PP  | PC  | Diff |
| -- | -------------------- | - | - | - | --- | --- | ---- |
| 1. | Panathinaïkós AO     | 6 | 5 | 1 | 501 | 428 | +73  |
| 2. | FC Barcelone         | 6 | 4 | 2 | 498 | 455 | +43  |
| 3. | Efes Pilsen İstanbul | 6 | 2 | 4 | 416 | 458 | −42  |
| 4. | Sopot                | 6 | 1 | 5 | 404 | 478 | −74  |

| - 1er journée, 15 février Panathinaïkos - Efen Pilsen Istanbul : 84-57 Barcelone - Sopot : 92-73 - 2e journée, 21 février et 22 février Panathanaïkos - Barcelone : 102-82 Efes Pilsen Istanbul - Sopot : 67-71 - 3e journée, 28 février et 1er mars Sopot - Panathanaïkos : 69-75 Barcelone - Efes Pilsen Istanbul : 82-73 |  | - 4e journée, 8 mars Efes Pilsen Istanbul - Panathanaïkos : 65-79 Sopot - Barcelone : 59-77 - 5e journée, 14 mars et 15 mars Efes Pilsen Istanbul - Barcelone : 82-78 Panathanaïkos - Sopot : 95-68 - 6e journée, 14 mars Sopot - Efes Pilsen Istanbul : 64-72 Barcelone - Panathanaïkos : 87-66 |

#### Groupe G
|    | Équipe            | J | G | P | PP  | PC  | Diff |
| -- | ----------------- | - | - | - | --- | --- | ---- |
| 1. | Unicaja Málaga    | 6 | 4 | 2 | 448 | 442 | +6   |
| 2. | MBK Dynamo Moscou | 6 | 4 | 2 | 428 | 435 | −7   |
| 3. | Benetton Trévise  | 6 | 3 | 3 | 439 | 428 | +11  |
| 4. | Aris Salonique    | 6 | 1 | 5 | 451 | 461 | −10  |

| - 1er journée, 15 février Salonique - Dynamo Moscou : 74-86 Unicaja Malaga - Trévise : 75-61 - 2e journée, 21 février Trévise - Dynamo Moscou : 74-55 Unicaja Malaga - Salonique : 76-74 - 3e journée, 28 février et 1er mars Dynamo Moscou - Unicaja Malaga : 86-80 Salonique - Trévise : 79-80 |  | - 4e journée, 8 mars Dynamo Moscou - Salonique : 71-69 Trévise - Unicaja Malaga : 76-79 - 5e journée, 14 mars et 15 mars Trévise - Salonique : 83-72 Unicaja Malaga - Dynamo Moscou : 73-62 - 6e journée, 14 mars Dynamo Moscou - Trévise : 68-65 Salonique - Unicaja Malaga : 83-65 |

### Quarts de finale
Les quarts de finale se déroulent au meilleur de trois matchs, la belle éventuelle se déroulant sur le terrain du club ayant reçu lors du match aller. Les matchs aller se jouent le 3 avril, les matchs retour le 5 avril et les matchs d'appui le 12 avril.
| Équipe         | Score | Équipe           | 1re manche | 2e manche | 3e manche |
| -------------- | ----- | ---------------- | ---------- | --------- | --------- |
| Tau Vitoria    | 2 - 0 | Olympiakós       | 84 - 59    | 95 - 89   | -         |
| CSKA Moscou    | 2 - 1 | Maccabi Tel-Aviv | 80 - 58    | 56 - 68   | 92 - 78   |
| Panathinaïkos  | 2 - 0 | Dynamo Moscou    | 80 - 58    | 73 - 65   | -         |
| Unicaja Málaga | 2 - 1 | FC Barcelone     | 91 - 75    | 58 - 80   | 67 - 64   |

### Final Four
Le final four a eu lieu au Olympic Indoor Hall d'Athènes.
|  | Demi-finales        | Demi-finales        |                  |    | Finale                    | Finale                    |
|  | Demi-finales        | Demi-finales        |                  |    | Finale                    | Finale                    |
|  |                     |                     |                  |    |                           |                           |
|  | Ven 4 mai - Athènes | Ven 4 mai - Athènes |                  |    | Dim 6 mai 20:30 - Athènes | Dim 6 mai 20:30 - Athènes |
|  | Ven 4 mai - Athènes | Ven 4 mai - Athènes |                  |    | Dim 6 mai 20:30 - Athènes | Dim 6 mai 20:30 - Athènes |
|  | Tau Vitoria         | 53                  |                  |    | Dim 6 mai 20:30 - Athènes | Dim 6 mai 20:30 - Athènes |
|  | Tau Vitoria         | 53                  |                  |    | Dim 6 mai 20:30 - Athènes | Dim 6 mai 20:30 - Athènes |
|  | Panathinaïkós AO    | 67                  |                  |    | Dim 6 mai 20:30 - Athènes | Dim 6 mai 20:30 - Athènes |
|  | Panathinaïkós AO    | 67                  | Panathinaïkós AO | 93 |                           |                           |
|  | Ven 4 mai - Athènes |                     | Panathinaïkós AO | 93 |                           |                           |
|  |                     | CSKA Moscou         | 91               |    |                           |                           |
|  | CSKA Moscou         | CSKA Moscou         | 91               | 62 |                           |                           |
|  | CSKA Moscou         |                     |                  | 62 |                           |                           |
|  | Unicaja Málaga      | 50                  |                  |    |                           |                           |
|  | Unicaja Málaga      | 50                  | 3e place         |    |                           |                           |
|  |                     |                     |                  |    |                           |                           |
|  | Dim 6 mai - Athènes |                     |                  |    |                           |                           |
|  |                     |                     |                  |    |                           |                           |
|  | Tau Vitoria         | 74                  |                  |    |                           |                           |
|  | Tau Vitoria         | 74                  |                  |    |                           |                           |
|  | Unicaja Málaga      | 76                  |                  |    |                           |                           |
|  | Unicaja Málaga      | 76                  |                  |    |                           |                           |

## Équipe victorieuse
Joueurs : 
- N°4 Fragiskos Alvertis ( Grèce)
- N°5 Tony Delk ( États-Unis)
- N°6 Dimitris Papanikolaou ( Grèce)
- N°7 Sani Bečirovič ( Slovénie)
- N°8 Michael Batiste ( États-Unis)
- N°9 Ramūnas Šiškauskas ( Lituanie)
- N°10 Nikos Hatzivrettas ( Grèce)
- N°11 Dimosthenis Dikoudis ( Grèce)
- N°12 Kostas Tsartsaris ( Grèce)
- N°13 Dimítris Diamantídis ( Grèce)
- N°14 Vasilis Xanthopoulos ( Grèce)
- N°15 Dejan Tomašević ( Serbie)
- N°16 Dusan Sakota ( Grèce)
- N°18 Miloš Vujanić ( Serbie)
- N°19 Robertas Javtokas ( Lituanie)

Entraîneur :  Željko Obradović ( Serbie)

## Leaders de la saison
| Catégorie                  | Joueur               | Équipe          | Statistiques |
| -------------------------- | -------------------- | --------------- | ------------ |
| Points par match           | Juan Carlos Navarro  | FC Barcelone    | 16,77        |
| Rebonds par match          | Tanoka Beard         | Žalgiris Kaunas | 9,85         |
| Passes décisives par match | Theódoros Papaloukás | Olympiakós      | 5,4          |

## Récompenses et performances
- MVP de la saison régulière  Theódoros Papaloukás (CSKA Moscou)
- MVP du Final Four :  Dimítris Diamantídis (Panathinaïkos)
- Meilleur défenseur :  Dimítris Diamantídis (Panathinaïkos)
- Meilleur espoir (Rising Star) :  Rudy Fernández (Joventut Badalona)
- Meilleur entraîneur :  Željko Obradović (Panathinaïkos)
- Trophée Alphonso Ford de meilleur marqueur :  Igor Rakočević (Tau Vitoria)
- Dirigeant de l'année (Club Executive of the Year) :  Juan Manuel Rodríguez (Unicaja Málaga)
- Équipe type de la compétition :

| - All-Euroleague First Team : Theódoros Papaloukás (Panathinaïkos)* Dimítris Diamantídis (Panathinaïkos)* Juan Carlos Navarro (FC Barcelone) Trajan Langdon (CSKA Moscou) Luis Scola (Tau Vitoria) Nikola Vujčić (Maccabi Tel-Aviv) | - All-Euroleague Second Team : Pablo Prigioni (Tau Vitoria) Igor Rakočević (Tau Vitoria) Ramūnas Šiškauskas (Panathinaïkos) Matjaž Smodiš (CSKA Moscou) Lazaros Papadopoulos (Dynamo Moscou) |

Theódoros Papaloukás et Dimítris Diamantídis ayant fini ex aequo pour le vote de meilleur meneur, il y a par conséquent six joueurs dans la All-Euroleague First Team.
- MVP du mois :
  - Novembre :  Mike Batiste (Panathinaïkos Athènes)
  - Décembre :  Luis Scola (Tau Vitoria)
  - Janvier :  Lazaros Papadopoulos (MBK Dynamo Moscou)
  - Février :  Matjaž Smodiš (CSKA Moscou)
  - Mars :  Daniel Santiago (Unicaja Málaga)
  - Avril :  Ramūnas Šiškauskas (Panathinaïkos Athènes)

Le meneur grec du Panathinaïkos Athènes, Dimítris Diamantídis, remporte son troisième titre consécutif de meilleur défenseur de l'Euroligue.

## Sources et références
1. ↑  (en) Le règlement du Top 16